# Бережниця (притока Черемошу)
Бережни́ця — річка в Україні, у межах Вижницького району Чернівецької області. Права притока Черемошу (басейн Дунаю).

## Опис
Довжина 21 км, площа водозбірного басейну 76,9 км². Похил річки 5,7 м/км. Долина здебільшого вузька і глибока (за винятком пониззя). Річище помірнозвивисте. 

## Розташування
Бережниця бере початок у лісі, на південний захід від села Бережниця. Тече в межах Чернівецької височини переважно на північний схід (у пониззі тече долиною річки Черемошу). Впадає до Черемошу на північний захід від міста Вашківці. 
Основна притока: Бережонка (права). 
Над річкою розташовані села: Бережниця, Коритне, Замостя, Слобода-Банилів. 